# تپه بالانشتی
تپه بالانشتی (به لاتین: Bălănești Hill) یک منطقهٔ مسکونی در مولداوی است. تپه بالانشتی ۴۳۰ متر بالاتر از سطح دریا واقع شده‌است.